# Amphinomida
Los anfinómidos (Amphinomida) son un orden de anélidos poliquetos marinos de parapodios birramados aciculares que usan para su desplazamiento. Son coloridos y algunos tienen bioluminiscencia. No poseen mandíbulas, si no una probóscide reversible. Pueden tener pelos urticantes para su defensa. La cabeza está provista de prostomio con tres antenas y dos palpos (en forma de antenas adicionales), así como una carúncula posterior. Los notópodos tienen branquias ramificadas.

## Galería

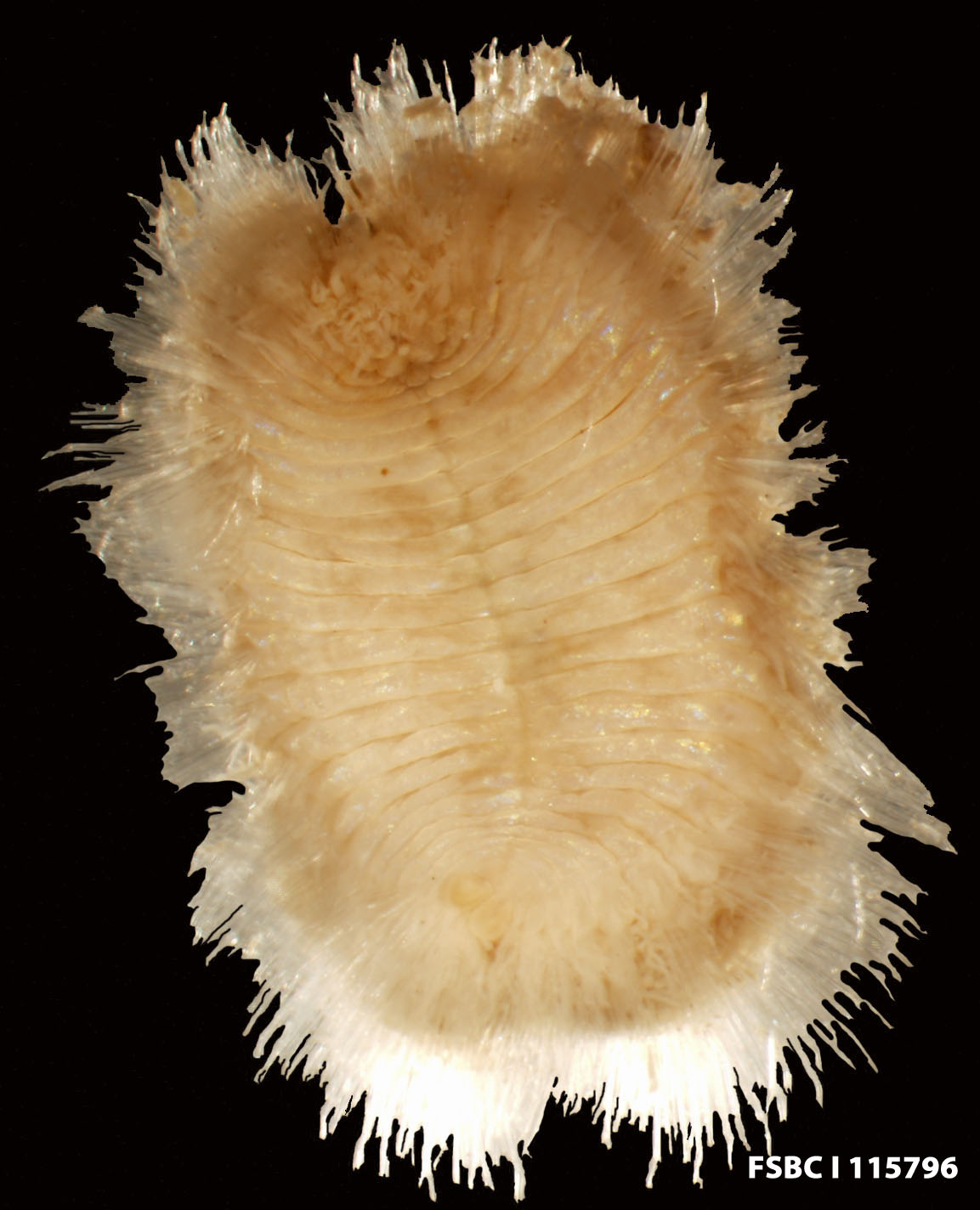
Euphrosine (fam. Euphrosinidae)
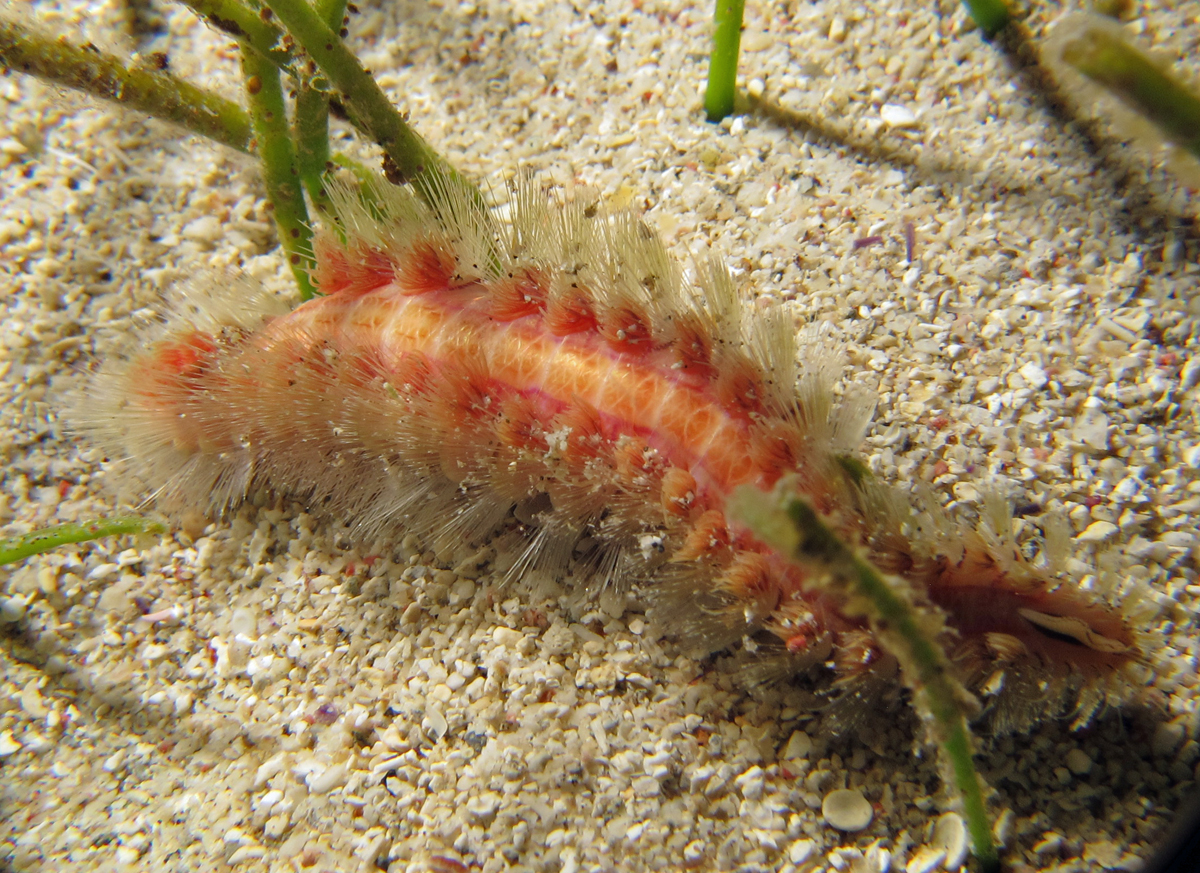
Chloeia (fam. Amphinomidae)